# PGM Précision

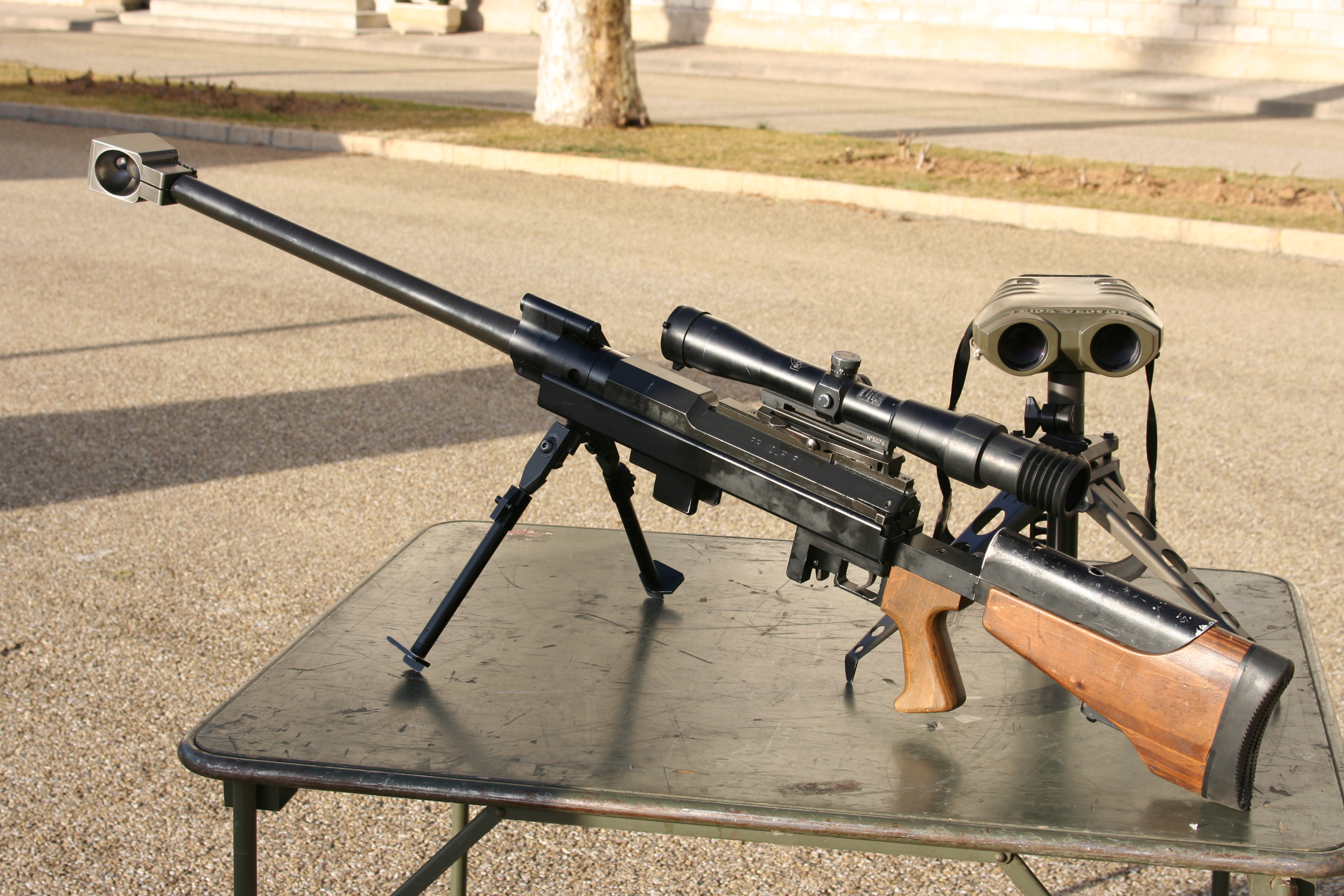
PGM Hécate II - produkt firmy PGM

PGM Précision – francuska firma produkująca broń palną. Firma PGM specjalizuje się w produkcji wysokiej jakości karabinów wyborowych oraz przeciwpancernych. Karabiny firmy PGM posiada na wyposażeniu wiele armii i jednostek policyjnych na świecie.

## Produkty PGM Précision
- Karabin PGM Ultima Ratio
- Karabin PGM 338
- Karabin PGM Hécate II